# Costache Caragiale
Costache Caragiale (ur. 29 marca 1815 w Bukareszcie, zm. 13 lutego 1877 tamże) – rumuński aktor, dramaturg, pierwszy dyrektor Teatru Narodowego w Bukareszcie, który odegrał ważną rolę w rozwoju rumuńskiego teatru.

## Życiorys
Caragiale zadebiutował na scenie w 1835 w Bukareszcie. W 1838 zorganizował teatr współczesnego dramatu w Jassach. Przez kolejne 15 lat pracował w teatrach regionalnych, w szczególności w Jassach, Botoszany i Krajowa, gdzie promował sztuki najbardziej utalentowanych dramaturgów tego okresu, w tym Vasile Alecsandri i Constantina Negruzzi. Wrócił do Bukaresztu w 1850. W latach 1852–1855 Caragiale był pierwszym dyrektorem Teatru Narodowego w Bukareszcie. Mianowany został 1 lipca 1852 na trzyletnią kadencję. W tym czasie budowa instytucji nie została zakończona.
Umowa z teatrem zobowiązywała go do posiadania 24-osobowej grupy. W pierwszym roku odbywały się dwie premiery w miesiącu, a w następnych latach trzy premiery. W repertuarze znajdowały się: dramaty, komedie, farsy i wodewil. Przed inauguracją teatru Costache Caragiale udał się do Paryża, gdzie zakupił kostiumy i dekoracje.
Napisał także kilka komedii, m.in.: „O repetiție moldovenească sau Noi și iar Noi” i „O soaré la mahala sau Amestec de dorințe”.
Costache Caragiale jest wujem Iona Luca Caragiale, rumuńskiego dramatopisarza. Jego młodszy brat Iorgu Caragiale był także aktorem i reżyserem teatralnym.

## Ważniejsze dzieła

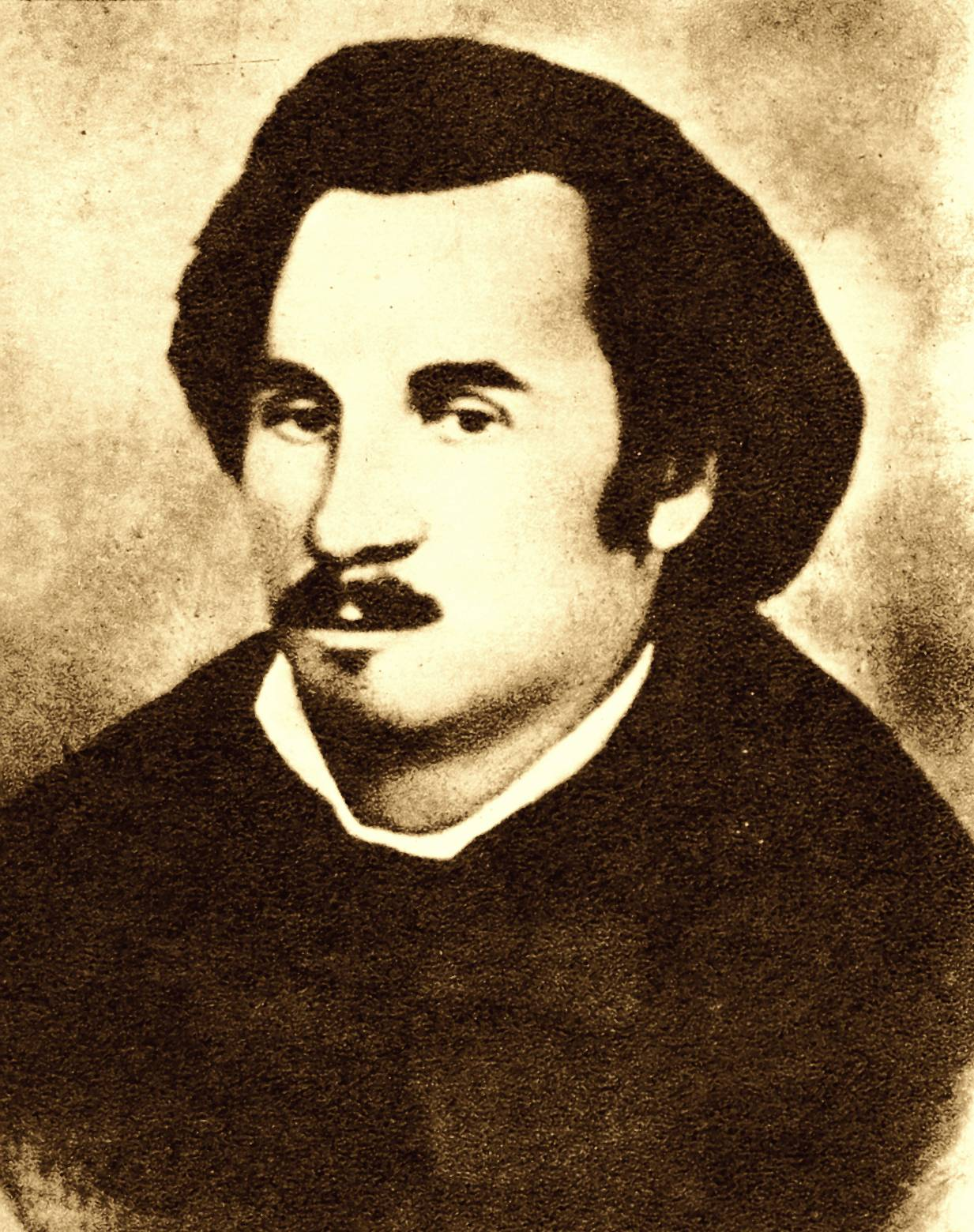
Costache Caragiale

- Scrieri a lui Costache Caragiale, 1840[5]
- Epistolă către Grigore Alexandrescu, 1841[6]
- Leonil sau Ce produce disprețul, 1841[5]
- O repetiție moldovenească sau Noi și iar Noi, 1844[3]
- O soaré la mahala sau Amestecul de dorinți[3]
- Îngâmfata plăpumăreasă sau Cucoană sunt[5]
- Doi coțcari sau Feriți-vă de răi ca de foc[6]
- Învierea morților[6]
- Urmarea coțcarilor[6]
- Prologul pentru inaugurarea noului teatru din București, (1852)[5]
- Teatrul Național în Țara Românească, (1855)[5]